# Leptogium laceroides
Leptogium laceroides är en lavart som beskrevs av B. de Lesd. Leptogium laceroides ingår i släktet Leptogium och familjen Collemataceae.   Inga underarter finns listade i Catalogue of Life.